# جنگ‌های ساسانیان و حبشه

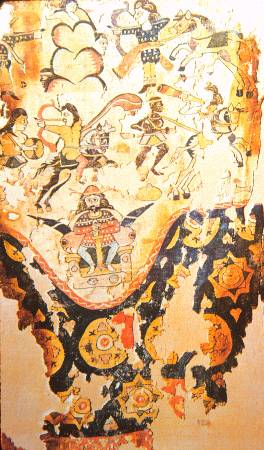
طرحی از نقاشی منازعهٔ پادشاه ایران، خسرو دوم در یمن، سده ششم میلادی

جنگ‌های ساسانیان و حبشه اشاره به زنجیره‌ای از نبردها در اواخر سده ششم میلادی، میان شاهنشاهی ساسانی با امپراتوری حبشه یا آکسوم بر سر کنترل پادشاهی پادشاهی حمیر در یمن می‌دارد. پس از نبرد حضرموت و محاصرهٔ صنعا، حبشیان از شبه‌جزیره عربستان بیرون رانده شدند. آن‌ها دوباره در سال ۵۷۵ یا ۵۷۸ میلادی، با یورش به یمن، کنترل آنجا را به‌دست گرفتند اما با حملهٔ دوبارهٔ سپاه ایران این‌بار نیروهای آکسوم برای همیشه از یمن رانده شدند. پس از این واقعه پادشاهی حمیری به‌عنوان سرسپردهٔ ایران اعاده شد.